# Prokeleusmatikos
Der Prokeleusmatikos (auch Prokeleusmatikus; griechisch προκελευσματικός, auch τετράβραχυς tetrabrachys) ist in der antiken Verslehre ein selten verwendeter zusammengesetzter, viergliedriger Versfuß, der aus vier kurzen Silben besteht, also ein sogenannter Brachysyllabus. Das Schema ist ◡◡◡◡.
Er entsteht aus der Auflösung der Länge in einem Daktylus (—◡◡) oder Anapäst (◡◡—) zu zwei kurzen Silben, als selbständiges Versmaß ist er nicht bezeugt.